# Château de Vincennes
Pour les articles homonymes, voir Château de Vincennes (homonymie).
Ne doit pas être confondu avec Fort de Vincennes ou Donjon de Vincennes.
Le château de Vincennes est une forteresse située à Vincennes, dans la banlieue est de Paris, dont la construction a duré du XIVe au XVIIe siècle.
C'est le plus grand château fort royal subsistant en France et, du fait de la hauteur de son donjon, une des plus hautes forteresses de plaine d'Europe.
Le château de Vincennes est le siège du service historique de la Défense.

## Localisation

### Situation et accès
La forteresse est située près de Paris, à environ huit kilomètres de l'île de la Cité, desservie par la gare de Vincennes de la ligne A du RER par la ligne 1 du métro à la station Château de Vincennes.

### Site
Le château occupe la plus grande partie d'un quadrilatère délimité par :
- la rue de Paris au nord, c'est-à-dire la route menant de Paris (Place de la Nation) à Vincennes et Nogent-sur-Marne ;
- le cours des Maréchaux à l'est, qui sépare le château du fort de Vincennes ;
- l'esplanade Saint-Louis au sud, ou esplanade du château de Vincennes, qui sépare le château du bois de Vincennes (Paris, XIIe) ;
- l'avenue Carnot à l'ouest.

De l'esplanade Saint-Louis partent deux voies :
- l'avenue Daumesnil, qui traverse le bois de Vincennes vers l'ouest, menant à Paris (Porte Dorée) ;
- la route de la Pyramide, qui traverse le bois de Vincennes vers l'est, longeant notamment le parc floral, jusqu'aux abords de Joinville et de Saint-Maur.

### Géographie historique
Contrairement à la plupart des châteaux forts, celui-ci n'a pas été implanté sur une colline ou sur le rebord d'une falaise, mais sur un plateau calcaire.
L'alimentation des douves en eau était assurée par le ru de Montreuil, qui descend du plateau de Montreuil. Le trop-plein de ce cours d'eau se jetait dans le lac de Saint-Mandé.
Au Moyen Âge, le site était couvert d'une forêt giboyeuse. Depuis le XIXe siècle, les alentours du château sont urbanisés : l'ancienne forêt subsiste partiellement dans le bois de Vincennes, dont l'étendue est du ressort de Paris.

## Historique

### Époque médiévale

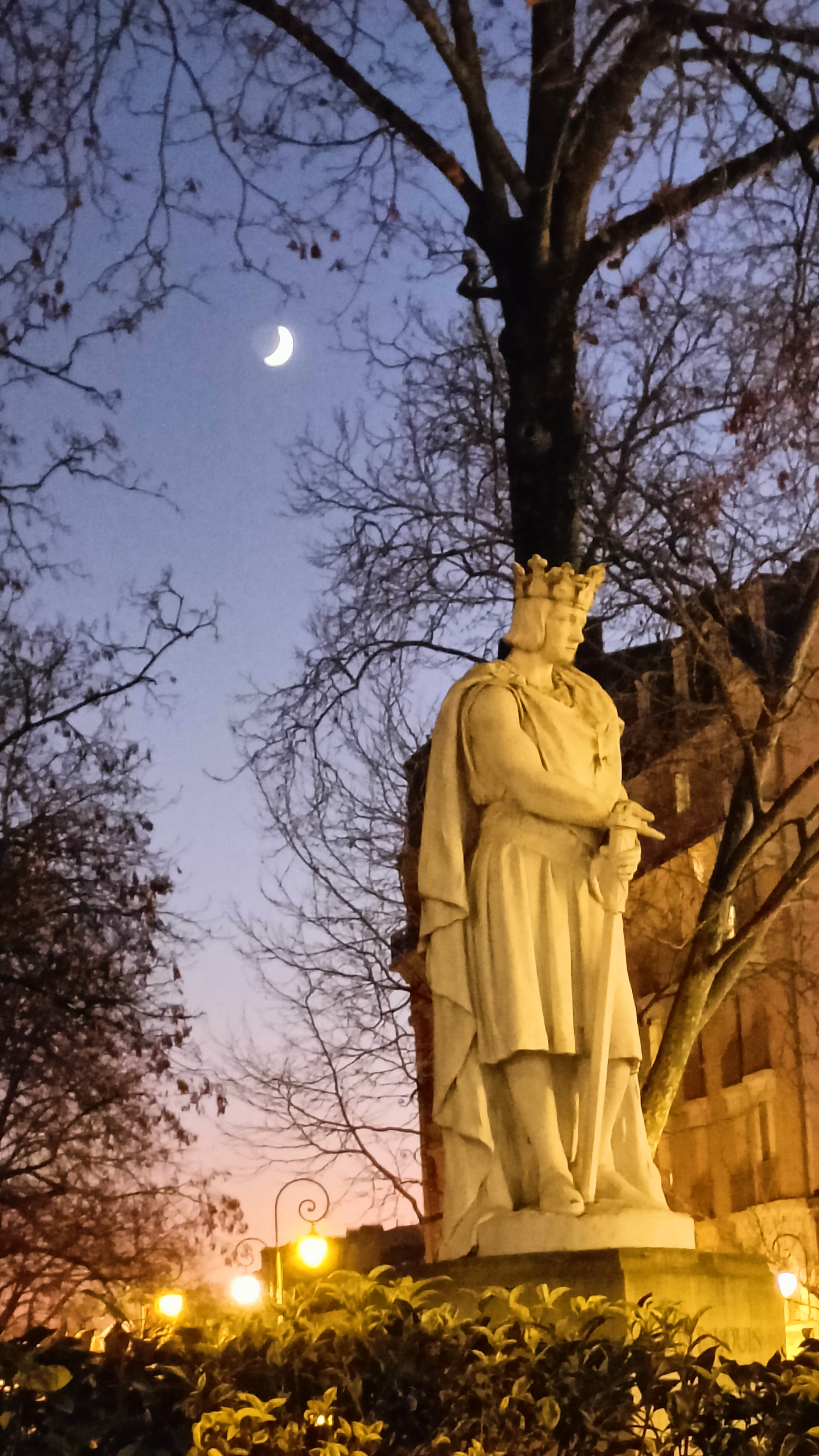
La statue de Saint Louis au château de Vincennes.

Dans l'Antiquité, la zone du château côtoyait une voie romaine reliant Lutèce et Meaux, via Chelles. Cette voie serait, aujourd'hui encore, partiellement reprise par la rue de Fontenay.
Le document le plus ancien mentionnant la forêt de Vincennes est la confirmation par Charles le Chauve d'un échange, en 848, entre l'évêque de Paris et l'abbé de Saint-Maur. Tous les actes postérieurs à 980 indiquent le bois comme propriété royale, sans qu'on connaisse les circonstances de son entrée dans le domaine royal.

#### La résidence de loisir (1150-1340)
La première construction est une résidence royale aménagée avant 1178 par Louis VII dans la forêt de Vincennes.
Elle devient un manoir, résidence royale de villégiature, en 1180, sous le règne de Philippe Auguste. En 1183, un mur est érigé autour du bois pour créer une réserve de chasse.
Saint Louis (1214-1270), qui y séjourne souvent, y est représenté par l'histoire traditionnelle en train de rendre la justice, assis sous un chêne. En 1274, Philippe III s'y marie en secondes noces, et deux rois y sont morts : Louis X, en 1316, et Charles IV, en 1328.

#### La forteresse (à partir de 1340)

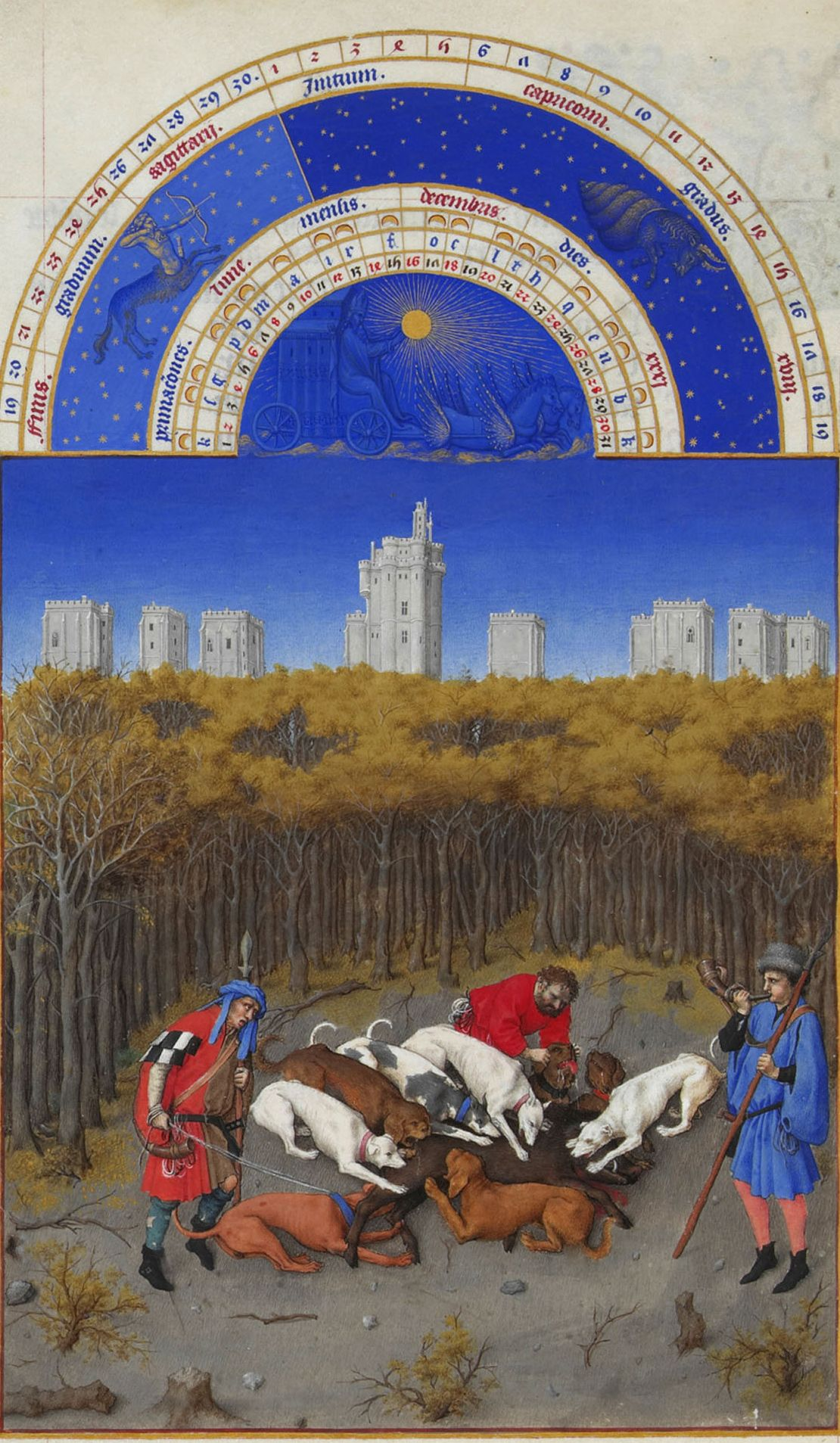
Miniature des Très Riches Heures du duc de Berry. La chasse ou le mois de décembre montrant le château de Vincennes vers 1440.

Vers 1337, Philippe VI de Valois décide de fortifier le site en construisant un donjon à l'ouest du manoir.
Charles V de France, né dans la forteresse le 21 janvier 1338, en fait sa résidence, le siège de son gouvernement et de la haute administration. Il fait réaliser les travaux prévus par Philippe VI[source insuffisante], y ajoutant par la suite l'enceinte monumentale avec ses portes et ses tours. Le donjon est édifié vers 1365. Sa construction a débuté entre 1336 et 1340. En 1369, on installe des machines de guerre sur les terrasses. La grande enceinte de 11 mètres de hauteur est élevée entre 1372 et 1380 ; la muraille avec chemin de ronde ceinturant donjon, manoir, Sainte-Chapelle et bâtiments résidentiels, est achevée en 1380.
En 1386, la garnison du château, sous les ordres d'un capitaine, est forte de vingt hommes d'armes : six chevaliers et quatorze écuyers, auxquels il faut ajouter un garde et deux guetteurs au donjon, ainsi que les gardes des trois portes de l'enceinte. Trois ans plus tard, on dénombre un garde de l'artillerie, un artilleur et deux « forgerons canonniers ».
Le château de Vincennes, vers 1440, tel qu'il est représenté sur la miniature des Très Riches Heures du duc de Berry, se compose alors de neuf monumentales tours d'enceintes, dont trois sont des tours-portes à pont-levis à flèches. Les tours de plan quadrangulaire permettent l'intégration d'appartements, évitant la construction de logis accolés aux courtines. Elles sont couvertes en terrasse dallées, et pourvues d'un couronnement crénelé à mâchicoulis. La tour maîtresse est cantonnée de tourelles cylindriques montant de fonds et adopte en partie haute un double couronnement crénelé à ses deux niveaux.
Lorsque Louis XI de France fait de Vincennes sa résidence, il quitte les appartements royaux du donjon pour un pavillon neuf de plain-pied, édifié en 1470 dans l'angle sud-ouest du château.

#### La Sainte-Chapelle (à partir de 1380)
Par ailleurs, les reliques de la couronne d'épines conservées à Vincennes ayant été transférées à la Sainte-Chapelle (Paris), les travaux d'édification d'une nouvelle chapelle, confiés à Raymond du Temple, débutent en 1379.
La Sainte-Chapelle de Vincennes devait recevoir un fragment de la relique, demeuré à Vincennes. À la mort de Charles V, en 1380, Charles VI décide de poursuivre les travaux, maintes fois interrompus par la suite.

### De la Renaissance à la Restauration

#### Le château de Vincennes jusqu'au règne deLouisXIII

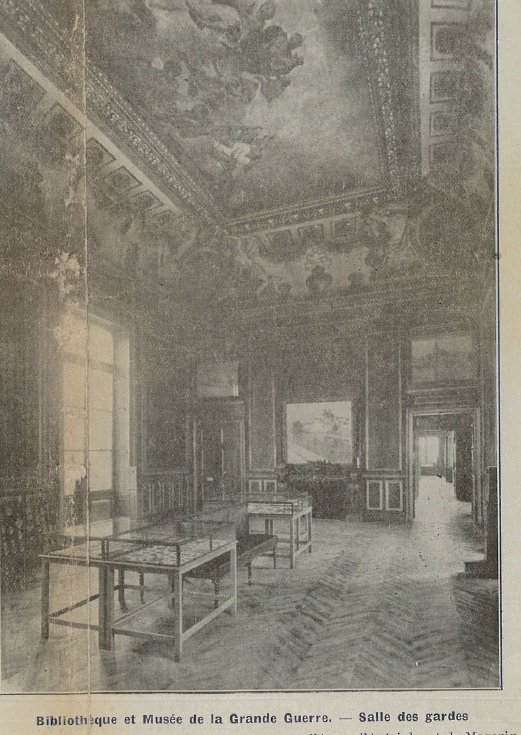
Le musée de la Grande Guerre vers 1932 au pavillon de la Reine.

Les travaux de construction et d'embellissement sont poursuivis sous les Valois. François Ier fait réaménager le pavillon construit par Louis XI pour y résider lors de ses séjours à Paris. Henri II transfère le siège de l'ordre de Saint-Michel à Vincennes ; il confie l'achèvement des travaux de la Sainte-Chapelle à son architecte favori, Philibert Delorme. La chapelle est enfin inaugurée en 1552. En février 1574, la cour se réfugie au château de Vincennes où Charles IX, gravement souffrant, décède le 30 mai dans les appartements du donjon. François d'Alençon et Henri de Navarre, assignés à résidence à la cour, deviennent les hôtes contraints du château.
Après l'assassinat d'Henri IV, son fils, le jeune Louis XIII, est installé à Vincennes dans l'ancien pavillon de Louis XI et y passe une partie de sa jeunesse.

#### Le règne deLouisXIVet le choix de Versailles
Le château devient ainsi la troisième résidence royale. C'est de Vincennes que Louis XIV se rendit le 13 avril 1655, « en habit de chasse » au Parlement de Paris, faire lit de justice pour imposer ses édits fiscaux.
L'architecte Louis Le Vau construit les ailes (dites « pavillons ») du Roi et de la Reine. Il construit l'aile de la Reine en 1658 et l'aile du Roi en 1661, ces deux ailes reliées par un portique au nord et au sud entourant la cour royale. Le cardinal de Mazarin y décède le 11 mars 1661 et sa dépouille est exposée dans la Sainte-Chapelle.

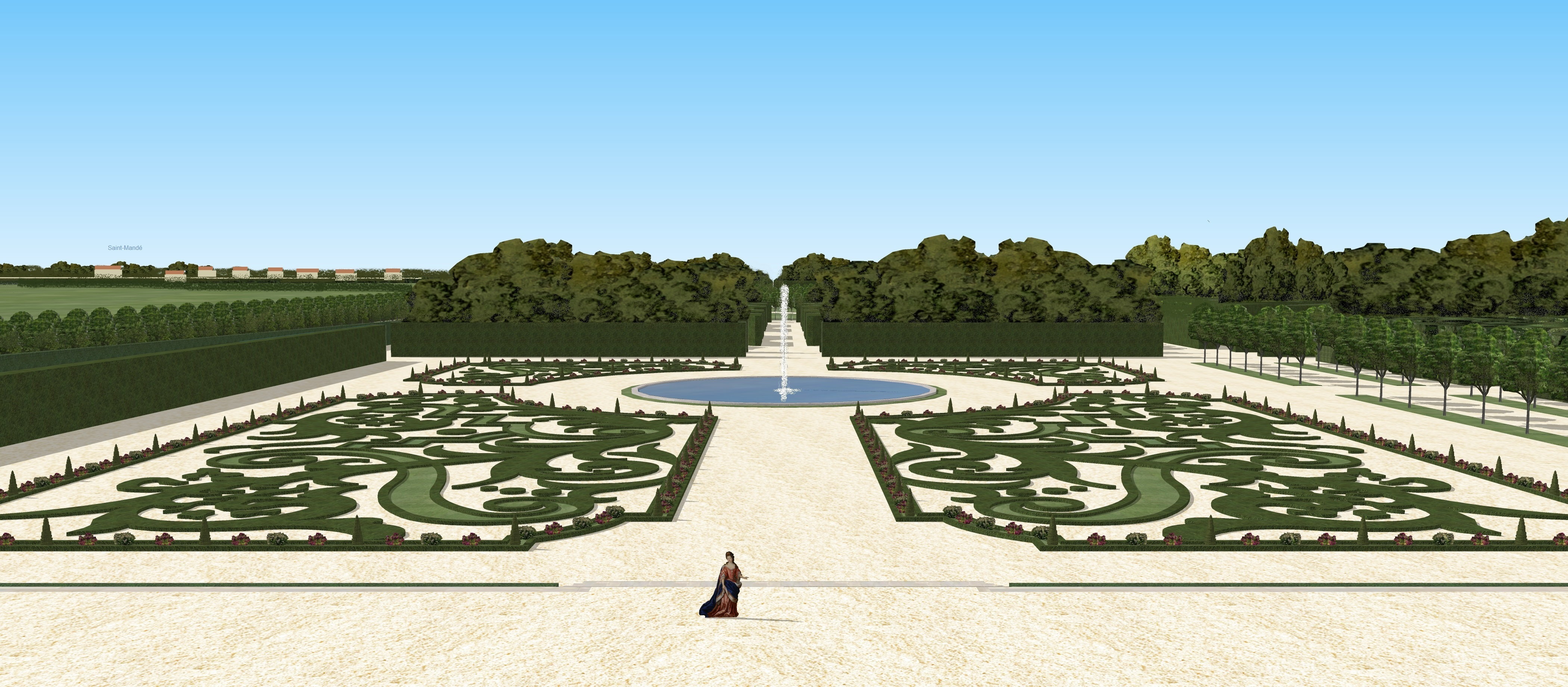
Restitution du grand parterre du château de Vincennes, XVIIe siècle, vers 1670, vue depuis le premier étage du pavillon du Roi

Il est un moment envisagé de remplacer les pavillons construits par Marie de Médicis, mais les projets de reconstruction sont abandonnés, car le château de Versailles absorbe trop de ressources. Le château conserve cependant quelques exemples du style Louis XIV précoce dans les grands appartements. Le jardinier Le Nôtre y aménage des jardins à la française ainsi que l'abord du bois de Vincennes, face à la nouvelle entrée sud marquée par une porte monumentale en « arc de triomphe ».
Le château est définitivement délaissé comme résidence royale lorsque le roi s'installe à Versailles, vers 1670. Louis XV n'y a séjourné que quelques mois : il y est envoyé à la mort de Louis XIV en septembre 1715, l'air y étant jugé plus sain qu'à Versailles ; puis le régent l'emmène ensuite à Paris. Louis XVI n'y a fait aucun séjour.

#### Prison et manufacture royale (à partir duXVIIesiècle)
Le donjon fut aménagé en prison d'État de prisonniers de haute naissance dès le XVIIe siècle. Sa capacité ne lui permettait pas d'héberger plus de quatorze détenus. Le duc de Beaufort, principal chef de la « cabale des Importants », emprisonné sur ordre d'Anne d'Autriche, s'en évade en 1648. Le cardinal de Retz alla y méditer sur la Fronde dans l'ancienne chambre de Charles V. Nicolas Fouquet, qui avait lancé l'architecte Le Vau, eut également droit aux honneurs de la prison de Vincennes, à la suite de son procès de trois ans (1664) et avant son transfert dans la place forte royale de Pignerol.

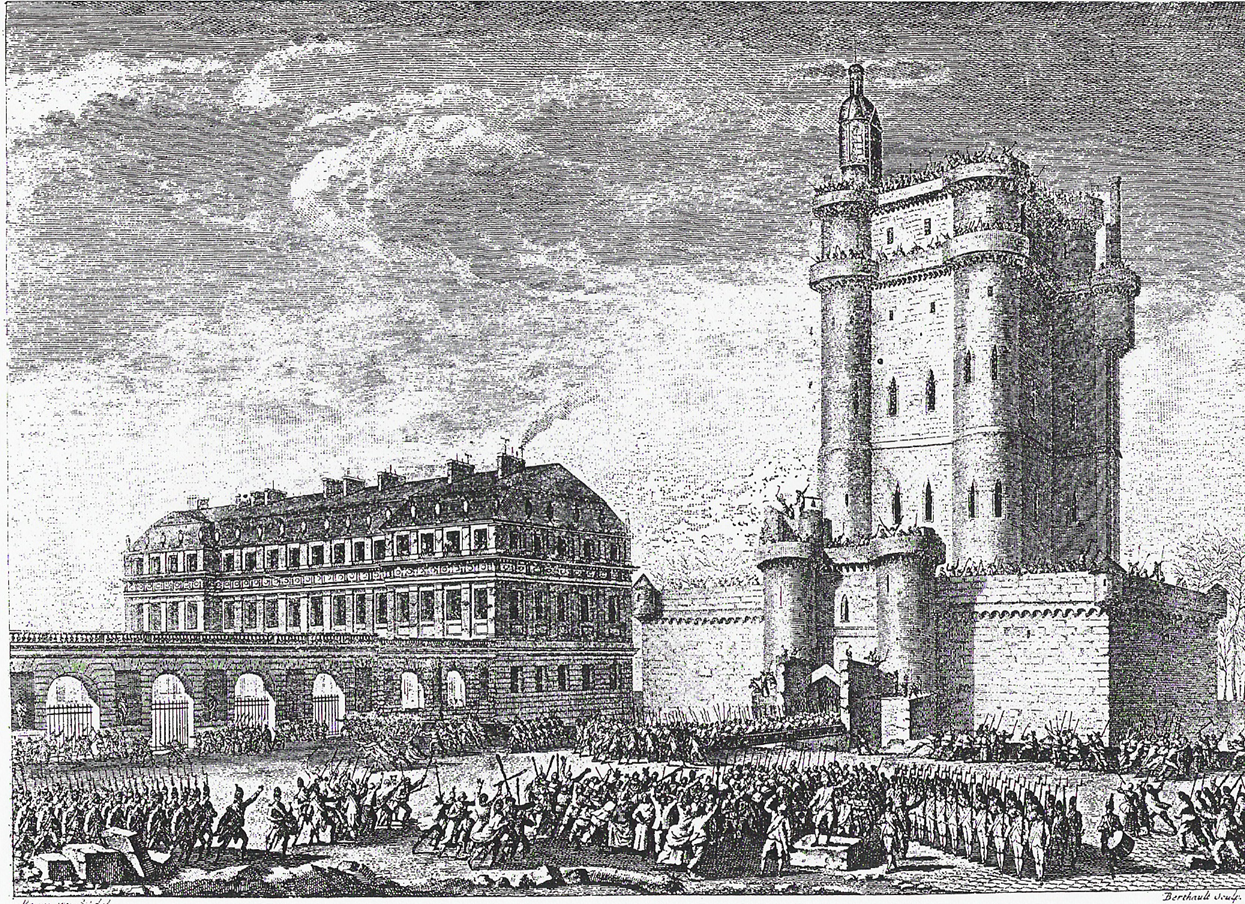
Les ouvriers prennent d'assaut le donjon en 1791, d'après Christophe Muller, musée de la Révolution française.

Au XVIIIe siècle, il hébergea la manufacture de Vincennes, spécialisée dans la production de porcelaine, qui devint plus tard celle de Sèvres. Le donjon resta prison d'État. Y furent entre autres internés Voltaire, le marquis de Sade (de septembre 1778 à février 1784) et Mirabeau. Diderot quant à lui ne fut pas emprisonné dans le donjon mais dans un bâtiment attenant à la Sainte-Chapelle désormais détruit.
Par un édit de février 1788, Louis XVI décide d'aliéner — par la vente ou la démolition — le château parmi plusieurs résidences royales ou bâtiments indépendants de la Couronne qui ne sont plus utilisés et dont l'entretien constitue un gouffre financier, dont ceux de Choisy-le-Roi, Madrid, la Muette et Blois,.
Le 28 février 1791, les ouvriers du faubourg Saint-Antoine ne voulant pas d'une nouvelle Bastille, tentent de prendre d'assaut le donjon afin de le démolir. Mais l'arrivée des troupes de Lafayette venant épauler la garde nationale parisienne permet de sauver le donjon.
Malgré le changement de régime, le donjon retrouvera sa destination au XIXe siècle. Seules les conditions pénitentiaires vont radicalement se durcir. Ainsi, à la suite des journées des 23 au 25 février 1848, y séjourneront de nombreux républicains de gauche comme Barbès, Blanqui et Raspail (qui en sortira à la faveur de son élection au Parlement et dont les écrits témoignent de son séjour dans l'ancienne chapelle de Charles V).

#### Arsenal et établissement militaire (depuis 1796)
En 1796, le château fut converti en arsenal, abritant depuis lors la section historique de l'armée. Il fut profondément remanié à cette époque. Les restes du pavillon de chasse initial datant de l'époque de Saint Louis furent détruits. On construisit de nouveaux bâtiments militaires qui existent encore aujourd'hui. En 1804, le duc d'Enghien fut fusillé dans les douves du château sur l'ordre de Napoléon.
Nommé gouverneur du château par Napoléon en février 1812, le général Pierre Daumesnil le défendit une première fois en mars 1814, lors de la bataille de Paris, puis une seconde fois en 1815, lors de l'occupation de Paris par les troupes russes et prussiennes,,,,. Ces dernières, qui voulaient s'emparer de l'arsenal du château, se heurtèrent à une résistance acharnée. Avec moins de 200 hommes, le général refusa de se rendre, insensible aux pressions et aux tentatives de corruption, bravant le siège du fort durant plus de cinq mois. Il finit par capituler sur ordre de Louis XVIII, mais sortit de la forteresse en brandissant le drapeau tricolore.[réf. nécessaire]

### Époques moderne et contemporaine
Louis-Antoine de Bourbon-Condé est exécuté dans les fossés du château, dans le cadre de ce qui est connu sous le nom de l'Affaire du duc d'Enghien.

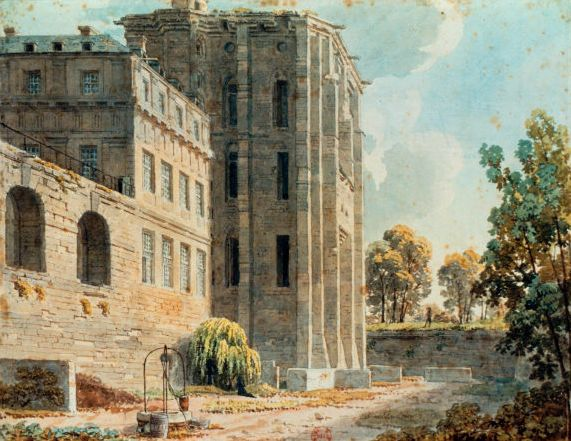
Vue des fossés et de la tour de la Reine. Un saule pleureur marque l'emplacement où fut fusillé le duc d'Enghien (aquarelle anonyme, vers 1820).

La porte massive de sortie du donjon provient de la prison du Temple, détruite par Napoléon Ier. L'empereur fut également à l'origine de l'étêtage des différentes tours d'enceinte du château. Le parc fut remanié au XIXe siècle dans le goût des jardins anglais. Napoléon III confia à Viollet-le-Duc le soin de restaurer la chapelle et le donjon et légua administrativement les 9,95 km2 du bois de Vincennes à la ville de Paris.
Le 15 octobre 1917, Mata Hari est fusillée pour espionnage près de la forteresse de Vincennes, au pied de la butte du polygone de tir, lieu habituel des exécutions militaires.
Lors de la Seconde Guerre mondiale, le château servit brièvement de quartier général à l'état-major du général Maurice Gamelin, chargé de la défense de la France contre l'invasion allemande de 1940. Le 2 août 1944, trois divisions de la Waffen-SS en retraite du front de Normandie s'installèrent dans les lieux. Le 20 août 1944, 30 otages y furent à leur tour exécutés par les forces nazies ; lesquelles détruisirent trois dépôts de munitions installés dans des casemates, au moment de la libération de Paris, dans la nuit du 24 au 25 août. L'incendie provoqué dura alors près de huit jours et provoqua des dégâts irréversibles : une partie des collections fut détruite, le pavillon du Roi en ruines, celui de la reine partiellement détruit.
En 1958, Charles de Gaulle — alors président de la République — forma le projet de quitter le palais de l'Élysée qu'il jugeait trop enclavé dans Paris, sans perspective sur la capitale et pas assez prestigieux pour accueillir le chef de l'État. Il choisit le château de Vincennes comme nouveau logis présidentiel, mais l'opération fut abandonnée pour d'autres priorités.
En 2022, l'accès au château est strictement interdit aux Russes.

#### Fouilles archéologiques (depuis les années 1990)
En 1988, un projet de restauration du château est lancé, entrainant dans un premier temps, l'intervention des archéologues. Ils se concentre notamment sur l'emplacement de l'ancien manoir médiéval. Cette fouille programmée dure de 1992 à 1996 et est dirigée par Jean Chapelot, historien, archéologue et créateur du ERCVBE (Équipe de Recherche sur le Château de Vincennes et la Banlieue Est). L'INRAP est également intervenu en 2016. 
Ces différentes fouilles ont fait appel à de nombreuses spécialités archéologiques : archéologie du bâti, céramologie (2 778 carreaux de terre cuite ont été découverts, datant du XIVe siècle), dendrochronologie, archéozoologie.
Une étude menée sur les marques lapidaires, sur un échantillon de 90 000 blocs de pierre, a relevé, en 2004, 713 motifs différents. La glyptographie (l'étude des marques des tailleurs de pierre) témoigne de l'organisation d'un chantier du Moyen-Âge. Plusieurs idées sont proposées sur leur fonction : certaines marques pourraient être la signature du tailleur de pierre, mais les chercheurs penchent plutôt sur l’hypothèse que les marques servaient à la gestion des pierres sur le chantier, pour savoir à quel endroit devait être acheminé telle pierre.

## Description

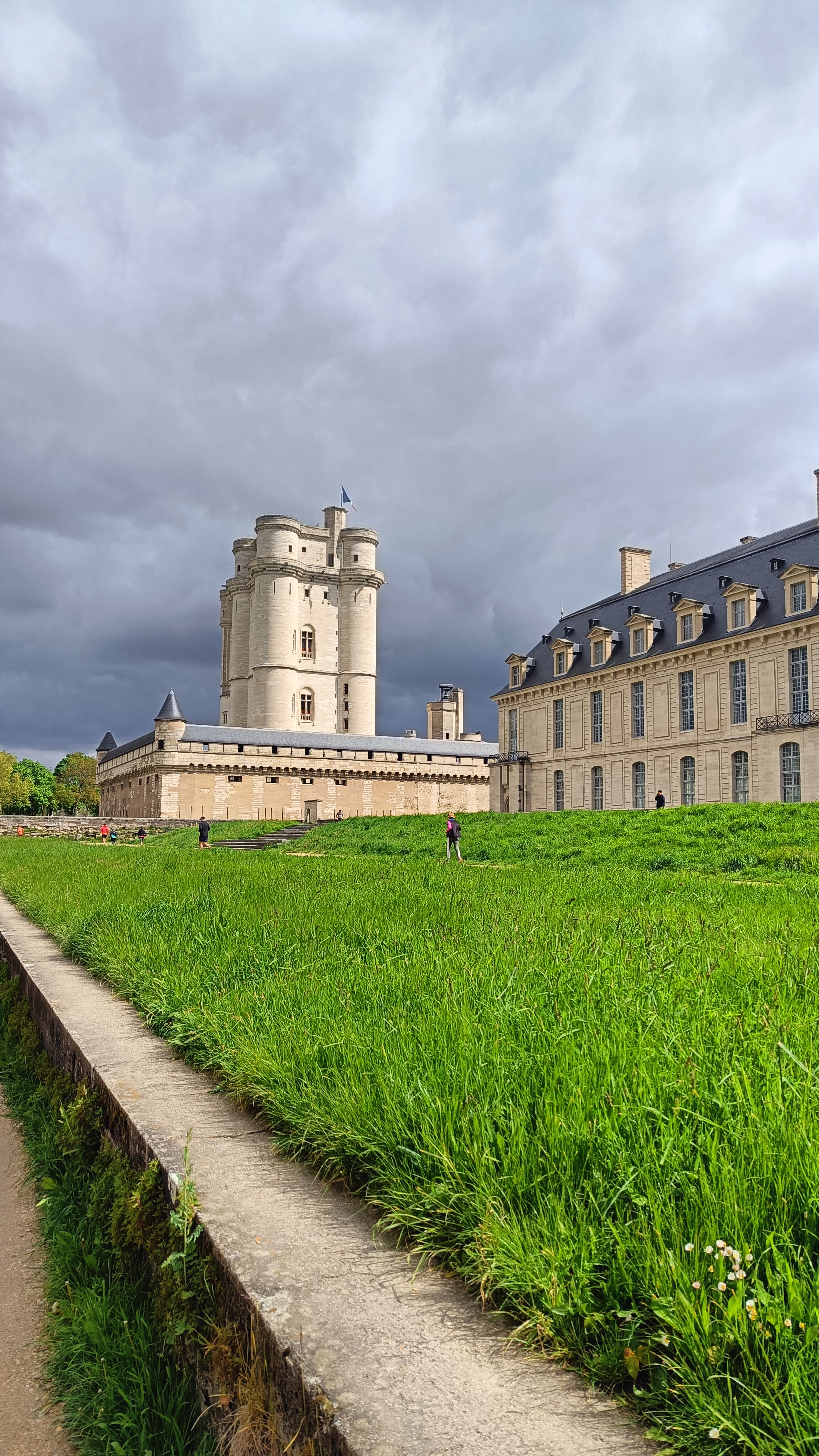
Le Château de Vincennes (le donjon)

Cette forteresse a plus l'apparence d'une vaste cité fortifiée ou d'une « résidence royale fortifiée » que d'un château fort. Le château n'était à l'origine qu'un simple manoir, mais il eut très tôt vocation à abriter, pour de longues périodes, la famille royale avec toute sa domesticité, une partie de l'administration du royaume et l'armée nécessaire pour sa défense.
Il est composé d'un long mur d'enceinte de plan quadrangulaire, flanqué de trois portes et de six tours de 42 mètres de hauteur, qui se développe sur plus d'un kilomètre et protège un espace de plusieurs hectares (330 × 175 m). La place ainsi protégée est occupée par le donjon haut de 52 mètres au-dessus du sol de la cour (le plus haut d'Europe et comparable[réf. nécessaire] à celui du château de Coucy haut de 54 mètres et d'un diamètre de 31 mètres, construit entre 1225 et 1240 et détruit en 1917), des bâtiments administratifs, civils et militaires, et une chapelle. Au Moyen Âge, l'ensemble permettait à plusieurs dizaines de milliers de personnes de vivre sur place. Quand Jacques Androuet du Cerceau dessine le château dans l'album Le premier volume des Plus excellents bastiments de France, en 1576, l'enceinte est encombrée ; « elle renferme une véritable ville ». Le donjon a été conçu pour abriter le roi de France en cas de danger. Il est à lui seul une place forte. De larges douves, un châtelet et deux ponts-levis assurent sa défense. Le niveau le plus bas sert de réserve d'eau et de vivres. Le premier et le deuxième étage sont les appartements royaux. Les trois autres niveaux supérieurs accueillent les domestiques et les militaires.
Au XIVe siècle, les tuyaux en terre cuite sont remplacés par des tuyaux en plomb. Les eaux usées sont évacuées par un système d'égouts. Un compte de travaux datant de 1365-1367, mentionne une « chambre des bains ».

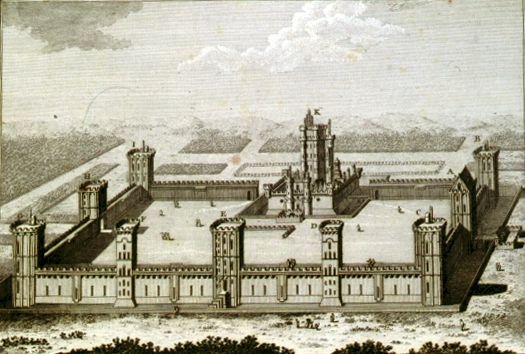
Vue du château de Vincennes sous Charles V le Sage, gravure de Pierre Nicolas Ransonnette.

La gravure de Pierre Nicolas Ransonnette, réalisée sous Charles V le Sage, montre neuf tours, détaillées ci-dessous, en référence à la légende des Neuf Preux :
- A : tour du Village
- B : tour de Paris
- C : tour du Réservoir
- D : tour du Diable
- E : tour des Salves
- F : tour de la Surintendance
- G : tour de la Reine
- H : tour du Bois
- I : tour du Roi
- K : donjon

## Les gouverneurs et lieutenants

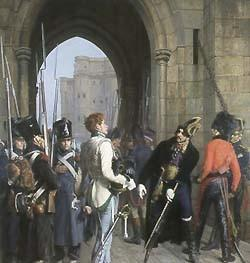
Le général Daumesnil à Vincennes (1815), huile de Gaston Mélingue, 1882.

### Le rôle des gouverneurs
Le commandement du château était confié à un gouverneur, aussi nommé capitaine, qui était assisté d'un lieutenant chargé spécialement de la garde du donjon et des prisonniers.

### Liste non exhaustive
- Vers 1400 : le comte de Tancarville, nommé par Charles V le Sage.
- Vers 1420 : le comte d'Huntington (Anglais), nommé par Henri V d'Angleterre.
- Vers 1472 : Olivier Le Daim, surnommé Olivier le Diable, nommé par Louis XI[35], qui fit planter 3 000 chênes dans le bois[36].
- 1565 : Antoine de Belloy Sgr d'Houdainville et Morangle, capitaine des gens d'armes du château.
- Vers 1610 : capitaine de Beaulieu, nommé par Henri IV.
- Vers 1620 : Honoré d'Albert, duc de Chaulnes, frère du duc de Luynes, nommé par Louis XIII.
- 1633 : Léon Bouthillier, comte de Chavigny et du Busançois, secrétaire d'État, ami de Richelieu nommé le 27 juin 1633, arrêté pendant la Fronde en 1648 et emprisonné dans le château de Vincennes[34].
- 1648 : Le baron de Drouet.
- 1649 : Le comte de Broglie[37],[38]
- 1652-1661 : Mazarin ; la tour du Gouverneur s'écroula en 1654.
- 1658 : Marsac, commandant du château.
- 1676 : Armand-Charles de La Porte de La Meilleraye, époux de Hortense Mancini, nièce du cardinal Mazarin, qui organisa dans le château un combat entre un lion et un taureau pour divertir la femme de Louis XIV[34].
- 1691-1694 : Bernardin Gigault de Bellefonds, maréchal de Bellefonds. Il est inhumé dans la chapelle du château et son cœur a été ramené en son château de l'Isle-Marie[39].
- 1694 : Louis Christophe de Bellefonds, marquis, fils du précédent.
- 1696-1720 : le marquis Florent Claude du Châtelet, seigneur de la Neuville, époux de Madame du Châtelet.[réf. nécessaire] Il eut pour lieutenant Charles le Fournier de Bernaville jusqu'en 1708, quand ce dernier devint gouverneur de la Bastille[40],[41].
- Il semble que le château restât sans gouverneur pendant plusieurs années après la mort du marquis de Châtelet en 1720. Mais il y eut le lieutenant Pierre Baisle, ancien capitaine au régiment de Champagne, jusqu'en 1749 quand il sera nommé gouverneur de la Bastille[34].
- 1751 : le marquis de Salières, ancien lieutenant général des armées[34].
- 1754 : le marquis de Voyer, nommé le 12 septembre 1754.
- 1767 : le chevalier de Rougement (commandant du Donjon).
- 1784 : d'Argenson (fils du précédent).
- 1794 : le marquis de Rougemont.
- 1812 : Pierre Daumesnil[13].
- 1815 : Bernard-Emmanuel Roux de Puivert, puis Pierre Daumesnil[13],[14].

## Les fonctions actuelles du château de Vincennes

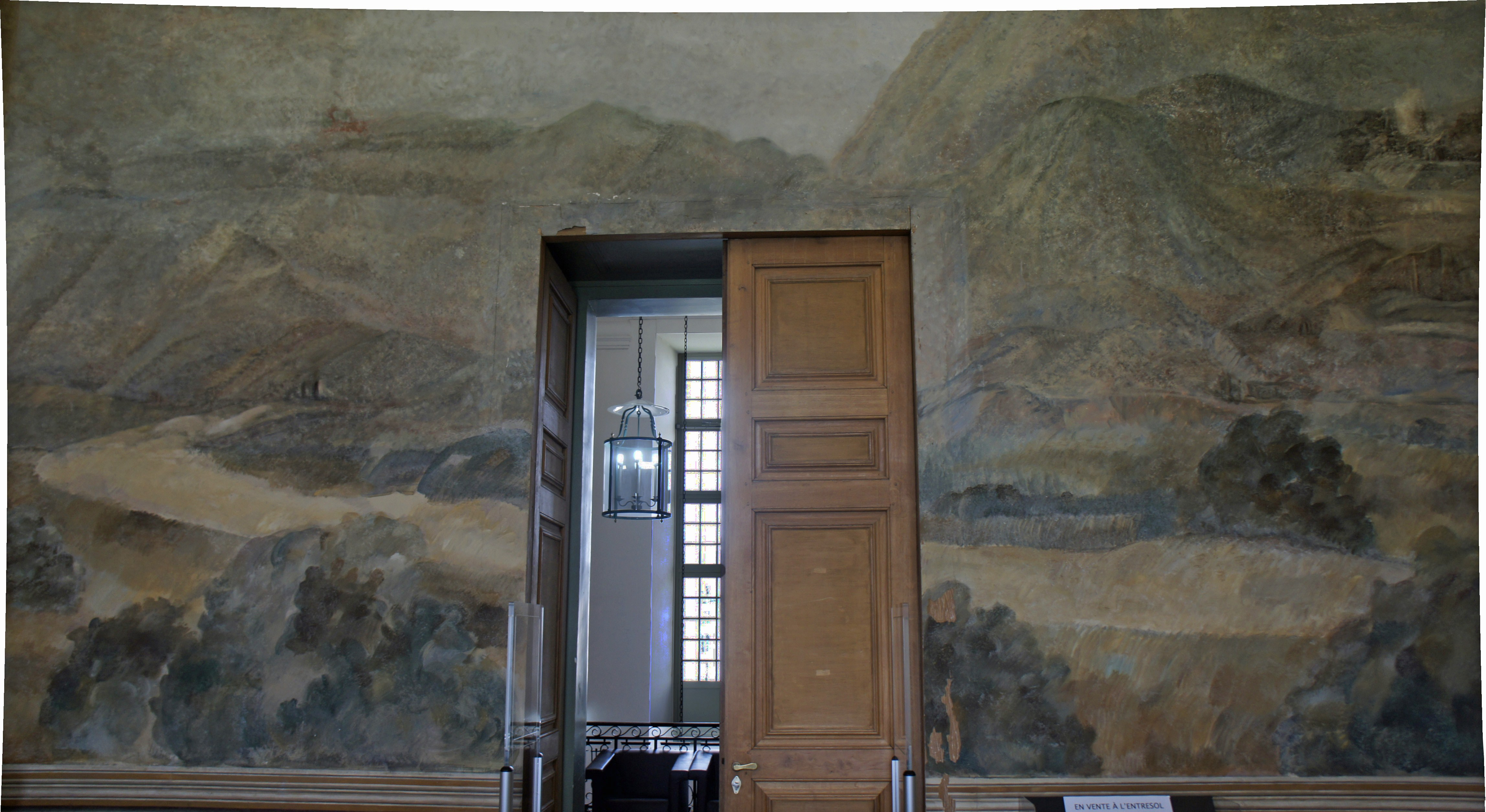
La salle de lecture du pavillon du roi rénovée en 2009.

Le château de Vincennes relève à la fois du ministère de la Culture (le site est classé au titre des monuments historiques en 1993 et 1999, le service territorial de l'Architecture et du Patrimoine y est situé), et du ministère de la Défense (le château abrite le service historique de la Défense, SHD) :
- depuis 1988, un vaste programme de rénovation a été entrepris. Menacé de ruine, le donjon est fermé en 1995, et après d'importants travaux de consolidation générale de sa structure[n 5], le donjon avec ses appartements royaux rouvre au public en 2007. En 2008-2009, la chapelle royale a également subi une importante restauration[n 6], nécessitée par la tempête de 1999 ;

- depuis plusieurs années, les élus locaux tentent d'accélérer le renouveau du site, notamment en obtenant une réorganisation de la gouvernance actuelle du château et en développant le mécénat. C'est ainsi qu'est née, à l'initiative de la ville de Vincennes, l'« Association pour le rayonnement du château de Vincennes », présidée actuellement par Françoise Sampermans ;

- le « plan Escale » serait un plan d'évacuation du palais de l'Élysée, en cas de crue centennale à Paris. La présidence aurait préparé dans cette éventualité un repli sur le château de Vincennes, réputé sûr et facilement aménageable[21],[43].

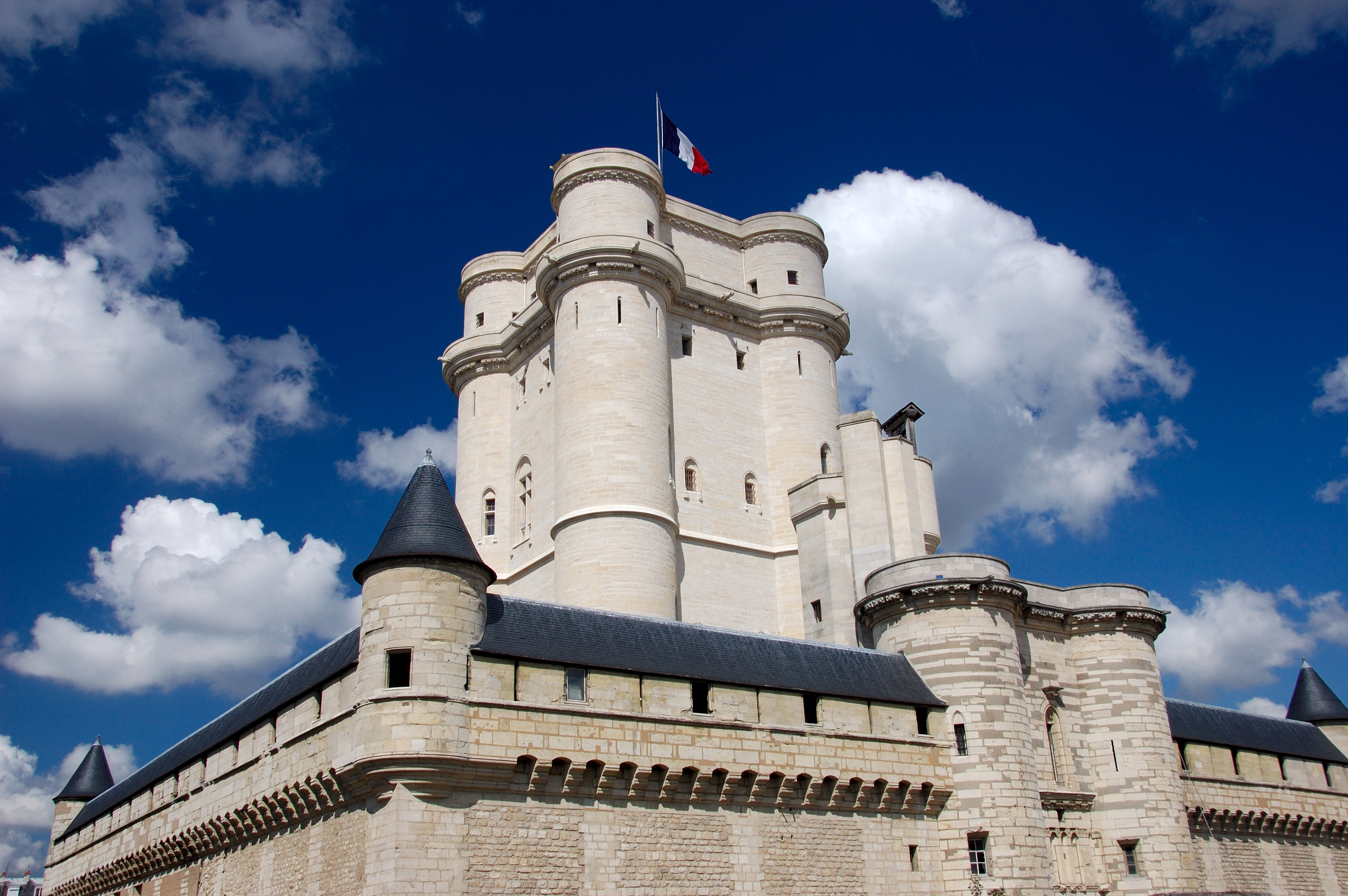
Le donjon du château de Vincennes après restauration (2006).
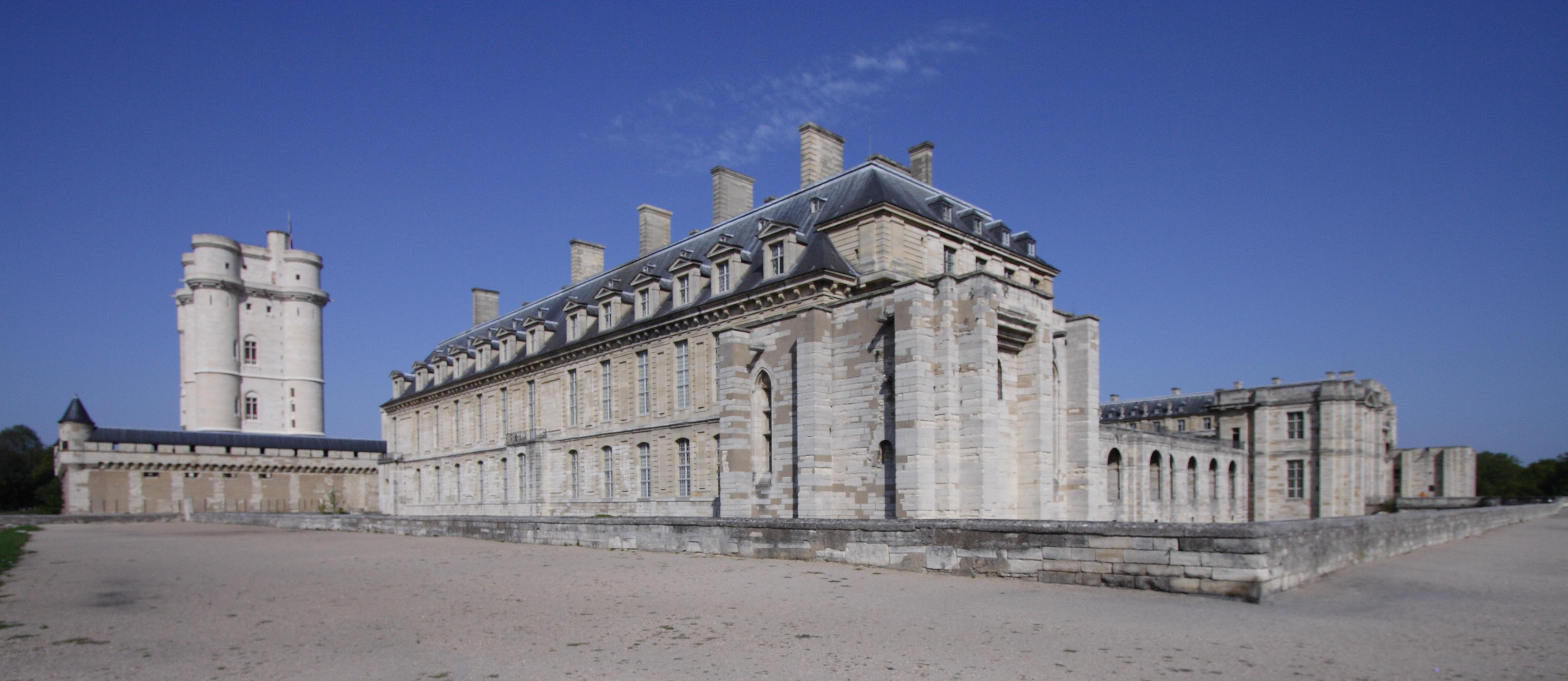
Vue du château depuis le sud-ouest.
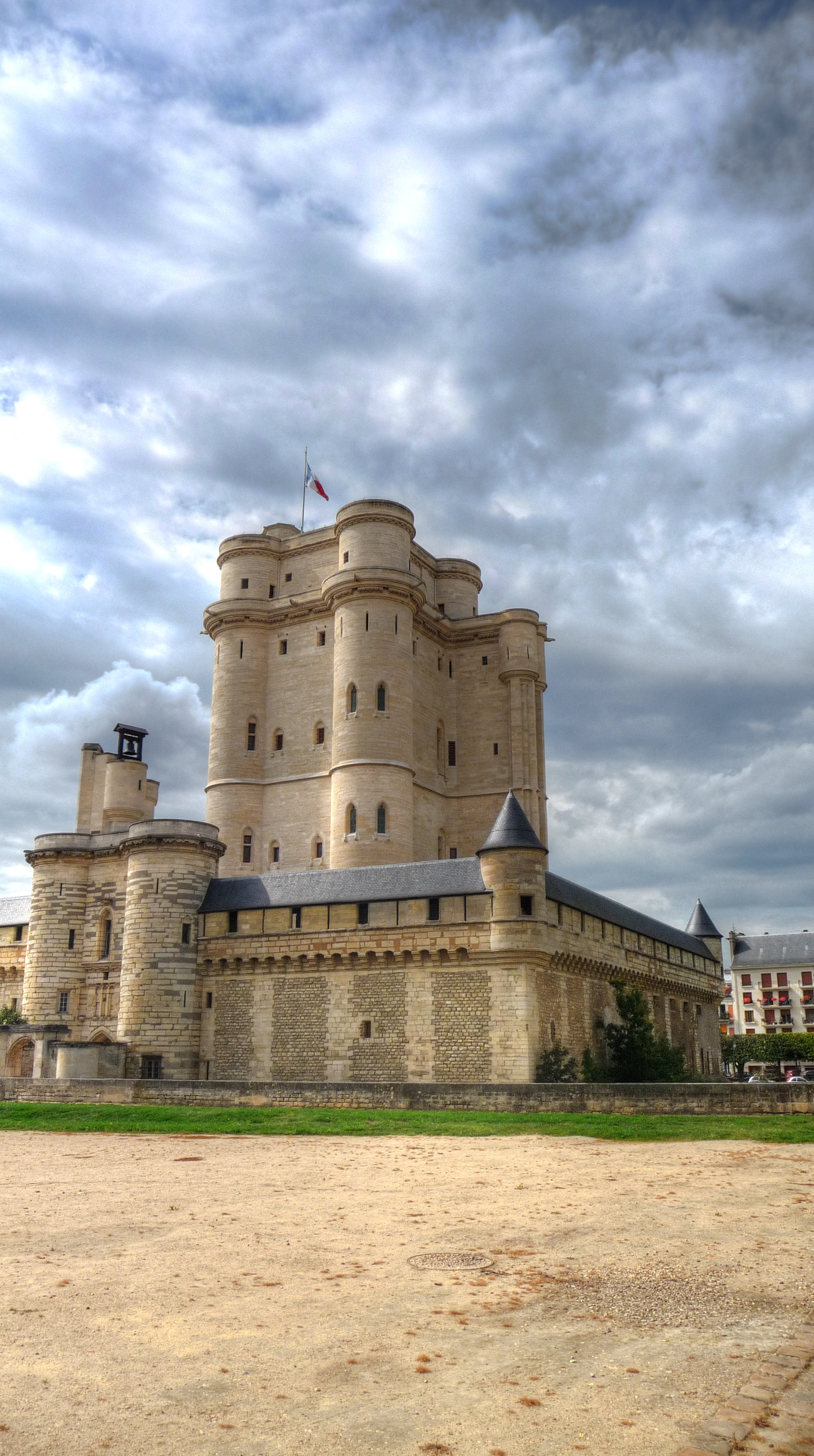
Le donjon entouré de sa chemise.
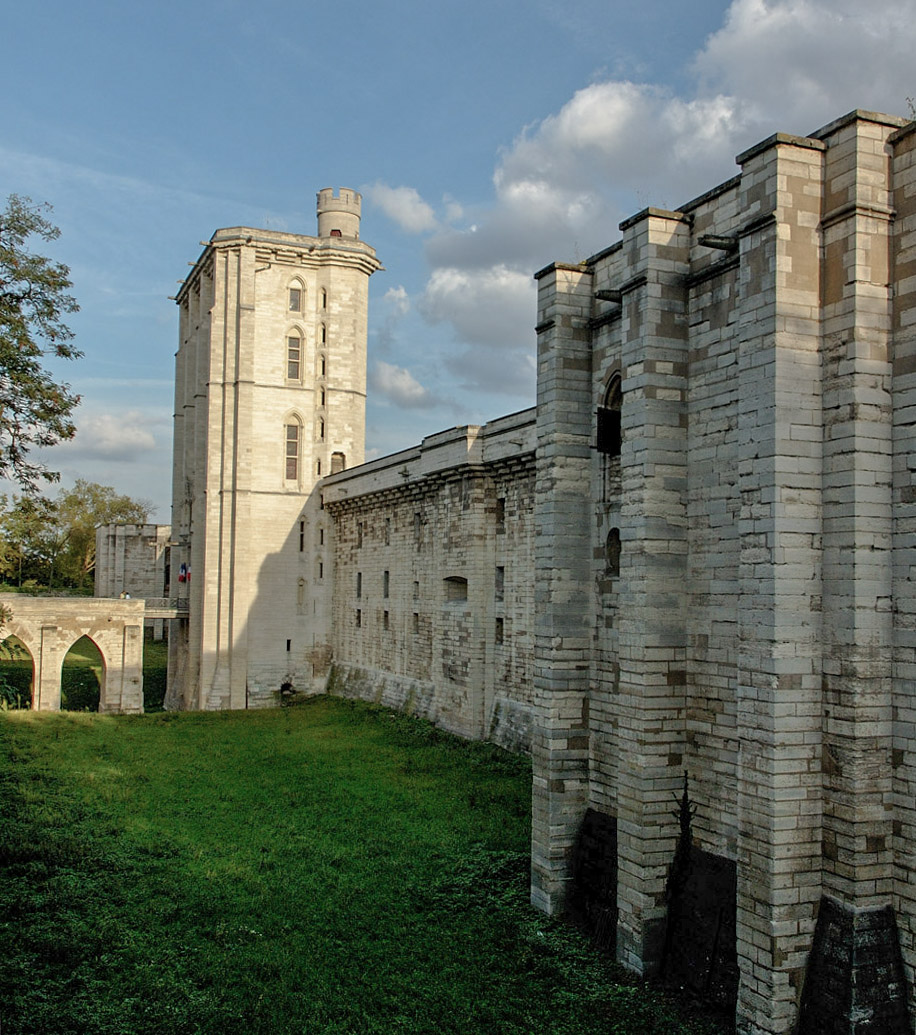
Le mur nord et l'entrée principale du château.
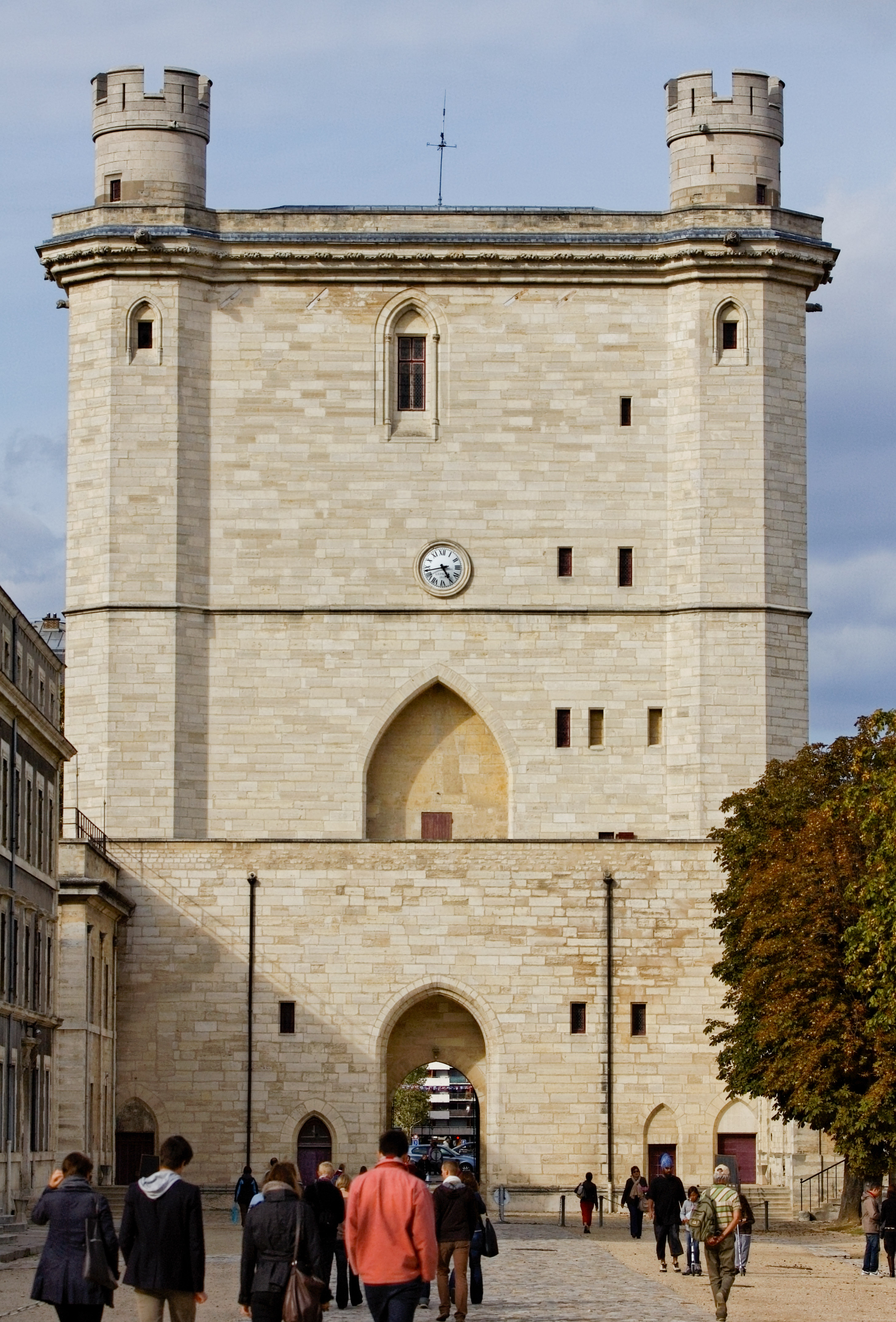
L'entrée nord (tour du Village).
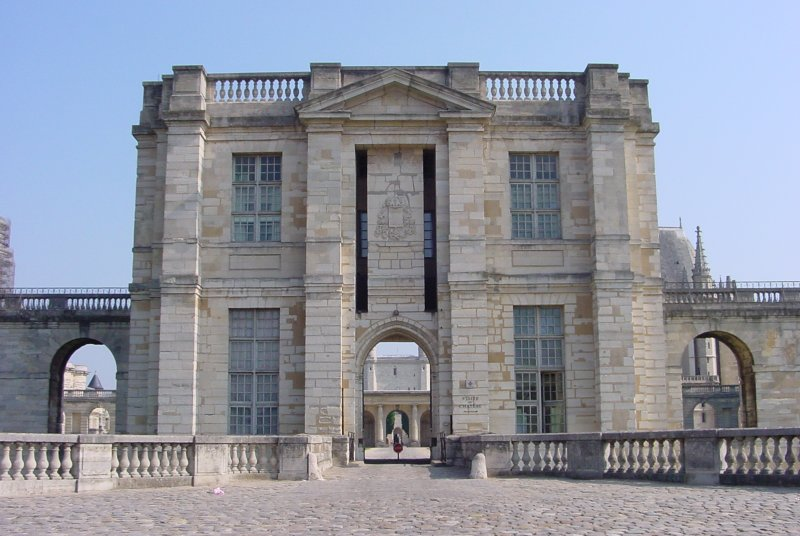
L'entrée sud (tour du Bois).
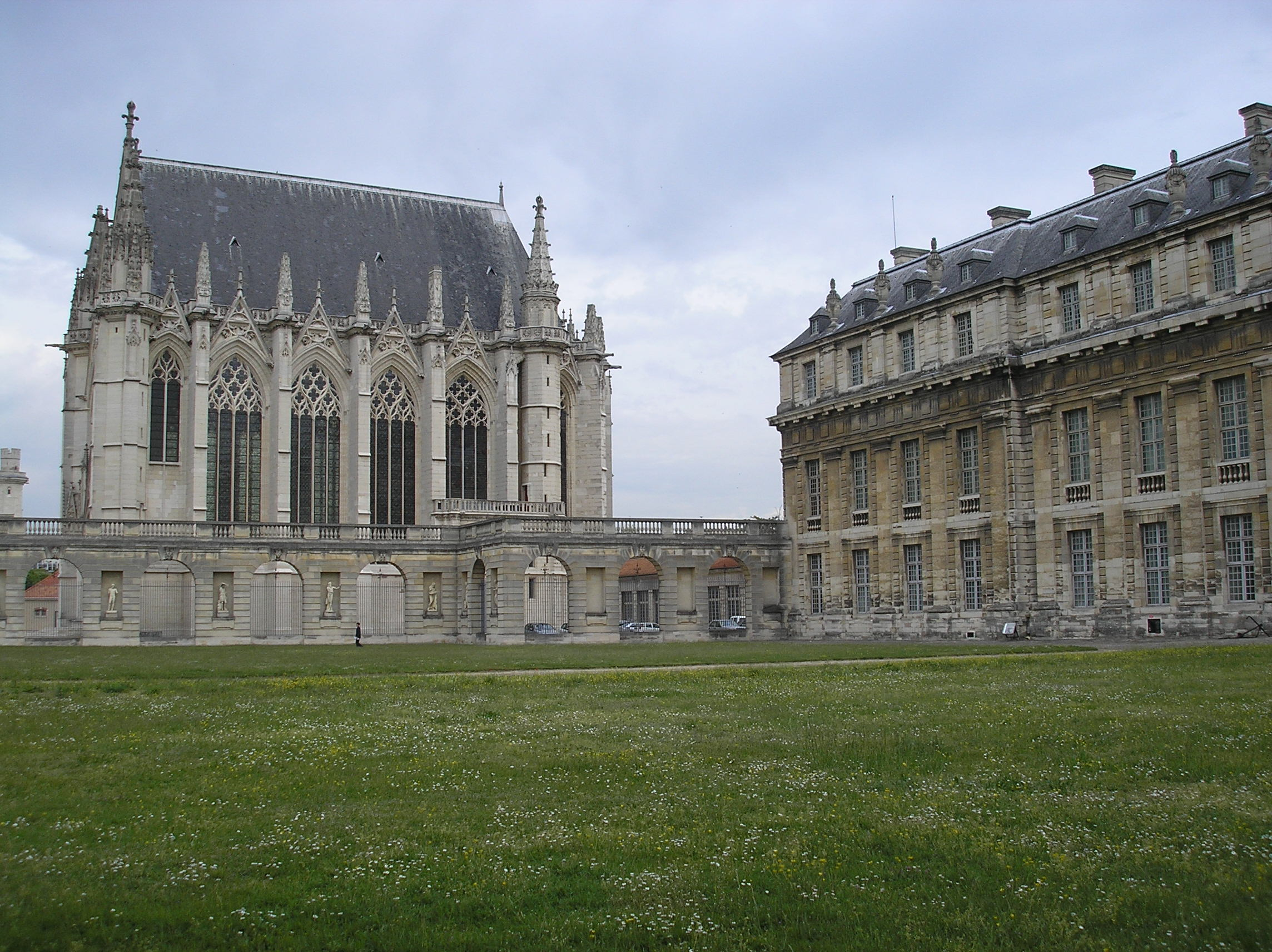
La Sainte-Chapelle.
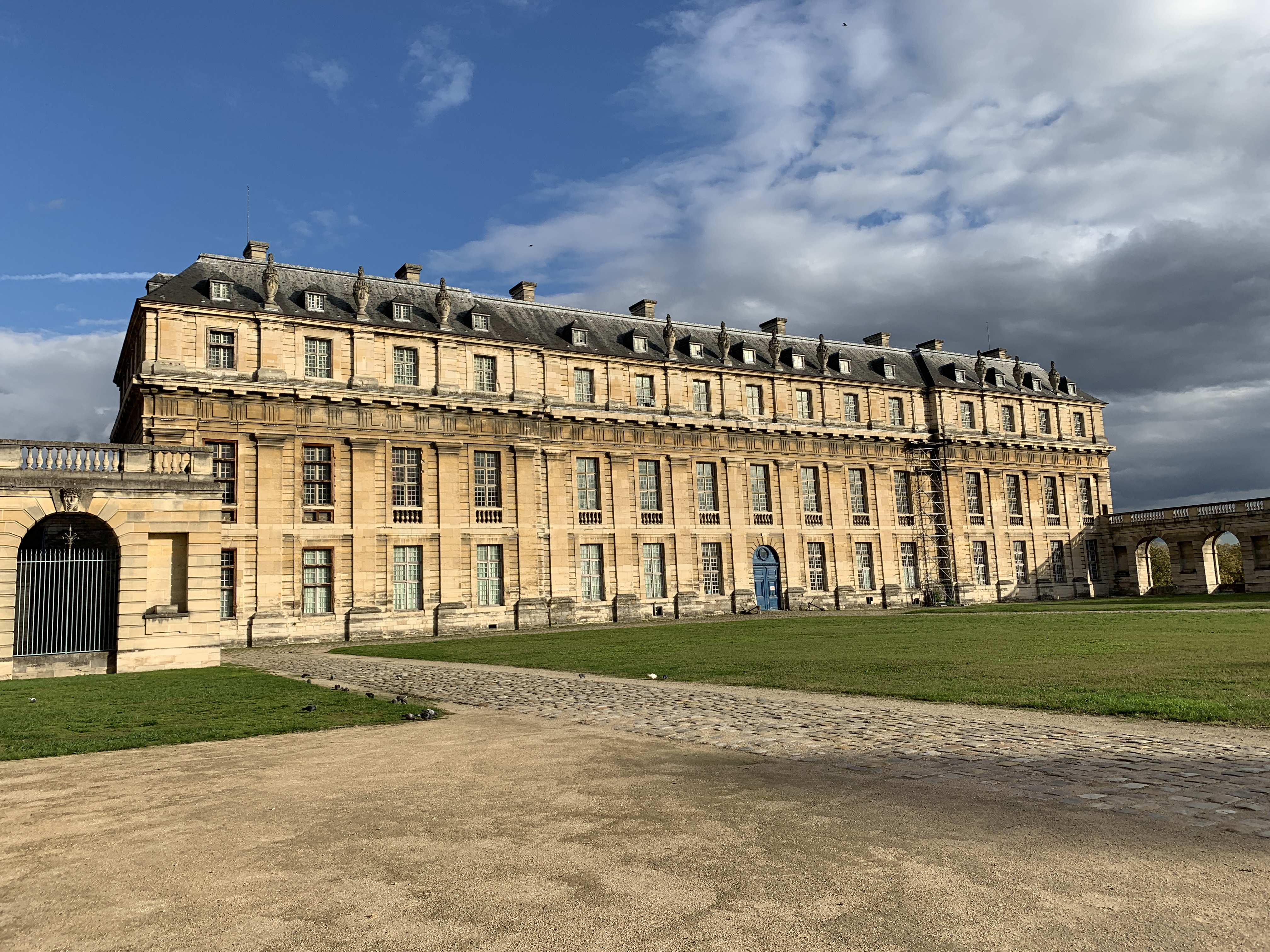
Le pavillon de la Reine.
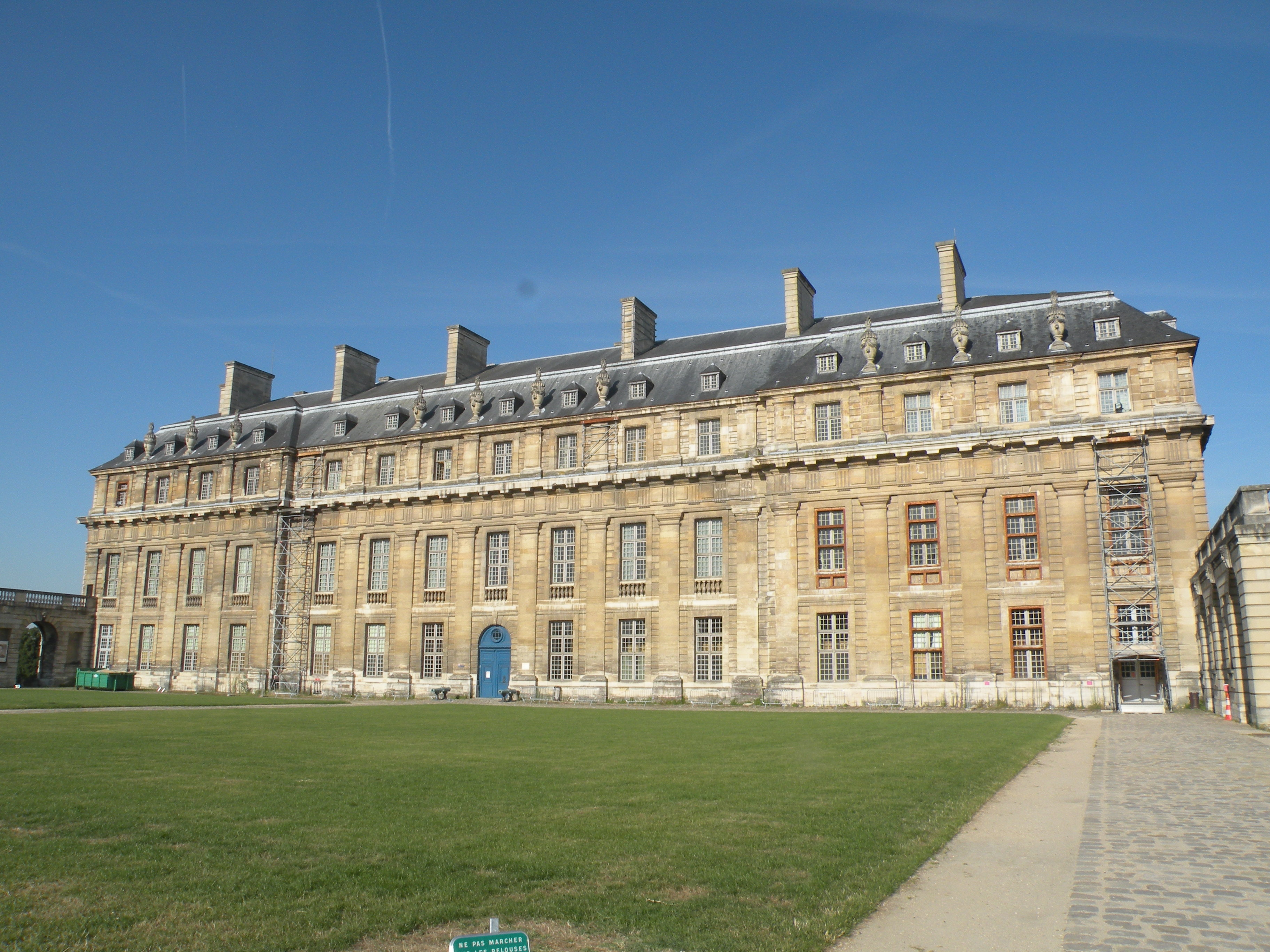
Le pavillon du Roi.